# Terremoto del Messico del 2021
Il terremoto del Messico del 2021 è un sisma che ha colpito la costa sud-occidentale messicana il 7 settembre 2021 alle ore locali 20:47. L'epicentro è stato localizzato ad Acapulco, nello stato di Guerrero; mentre l'ipocentro è situato a 20 km sotto la superficie.
La scossa si è verificata il giorno del quarto anniversario dal terremoto del Chiapas del 2017, che colpì il Messico con una magnitudo di 8,2.

## Predisposizione tettonica
Il Messico è una delle regioni sismicamente più attive del mondo; localizzato sul confine di almeno tre placche tettoniche. La sua costa ovest giace sul margine convergente tra la placca caraibica, quella di Cocos e quella nordamericana. La placca di Cocos, essendo oceanica, è più densa e pesante, di conseguenza subduce sotto quella nordamericana, meno densa e più leggera. Questo movimento, combinato con quello delle placche adiacenti (Nazca e sudamericana), dà origine alla fossa centroamericana, lungo la costa meridionale del Messico. A volte, i megasismi della zona di subduzione rilasciano deformazioni elastiche e l'ampio e improvviso sollevamento del fondale marino può generare grandi tsunami.

## Danni
Ad Acapulco, a soli 3 km dall'epicentro, sono state segnalate almeno 12 fughe di gas e numerosi blackout si sono verificati in tutta la nazione. Dei pali della luce e le facciate delle chiese sono collassate e hanno danneggiato molte automobili lungo la Costera Avenue. Le autostrade sono state bloccate da molteplici smottamenti e molta gente è andata nel panico, riversandosi in strada.
Il governatore dello stato di Guerrero, Héctor Astudillo, ha confermato che una persona è rimasta uccisa a Coyuca de Benítez a causa di un palo. Circa 1,6 milioni di messicani hanno subìto un'interruzione della corrente elettrica. Il sistema di allerta sismica messicano ha fatto scattare l'allarme a Città del Messico garantendo ai cittadini svariati secondi di tempo per mettersi al riparo.

## Tsunami
Il Pacific Tsunami Warning Center ha misurato due picchi: il primo di 37 centimetri all'1:54, il secondo di 48 cm alle 2:04.

## Eventi
Di seguito, la lista dettagliata delle scosse telluriche registrate dal 7 settembre 2021, escludendo quelle di magnitudo inferiore a 4,0; le scosse più forti (di magnitudo maggiore o uguale a 5,0) sono evidenziate in blu.
| Data locale      | Ora locale (UTC-4) | Magnitudo | Profondità ipocentro | Epicentro  | Epicentro   |
| Data locale      | Ora locale (UTC-4) | Magnitudo | Profondità ipocentro | Latitudine | Longitudine |
| ---------------- | ------------------ | --------- | -------------------- | ---------- | ----------- |
| 7 settembre 2021 | 19:55:24           | 4,2       | 35,0                 | 17.130     | 99.407      |
| 7 settembre 2021 | 20:47:47           | 7,0       | 20,0                 | 16.982     | 99.773      |
| 7 settembre 2021 | 21:18:03           | 4,9       | 10,0                 | 17.005     | 99.791      |
| 7 settembre 2021 | 21:58:19           | 4,7       | 10,0                 | 17.058     | 99.881      |
| 8 settembre 2021 | 00:42:58           | 4,5       | 18,7                 | 16.627     | 99.748      |
| 8 settembre 2021 | 04:50:21           | 4,6       | 35,0                 | 16.909     | 99.858      |

## Reazione
Il sindaco di Acapulco, Adela Román, ha invitato la popolazione a rimanere calma mentre le autorità valutano la situazione.